# Karabinek wz. 2002
Karabinek wz. 2002 – polski prototypowy karabinek automatyczny w układzie bezkolbowym, powstały poprzez przebudowę karabinka wz. 96 Beryl. Karabinek skonstruowany został na Wojskowej Akademii Technicznej w Warszawie. Nie produkowany seryjnie, posłużył jako podstawa do konstrukcji kolejnego prototypu: karabinku wz. 2005 Jantar.